# Grand Prix Bahrajnu 2010

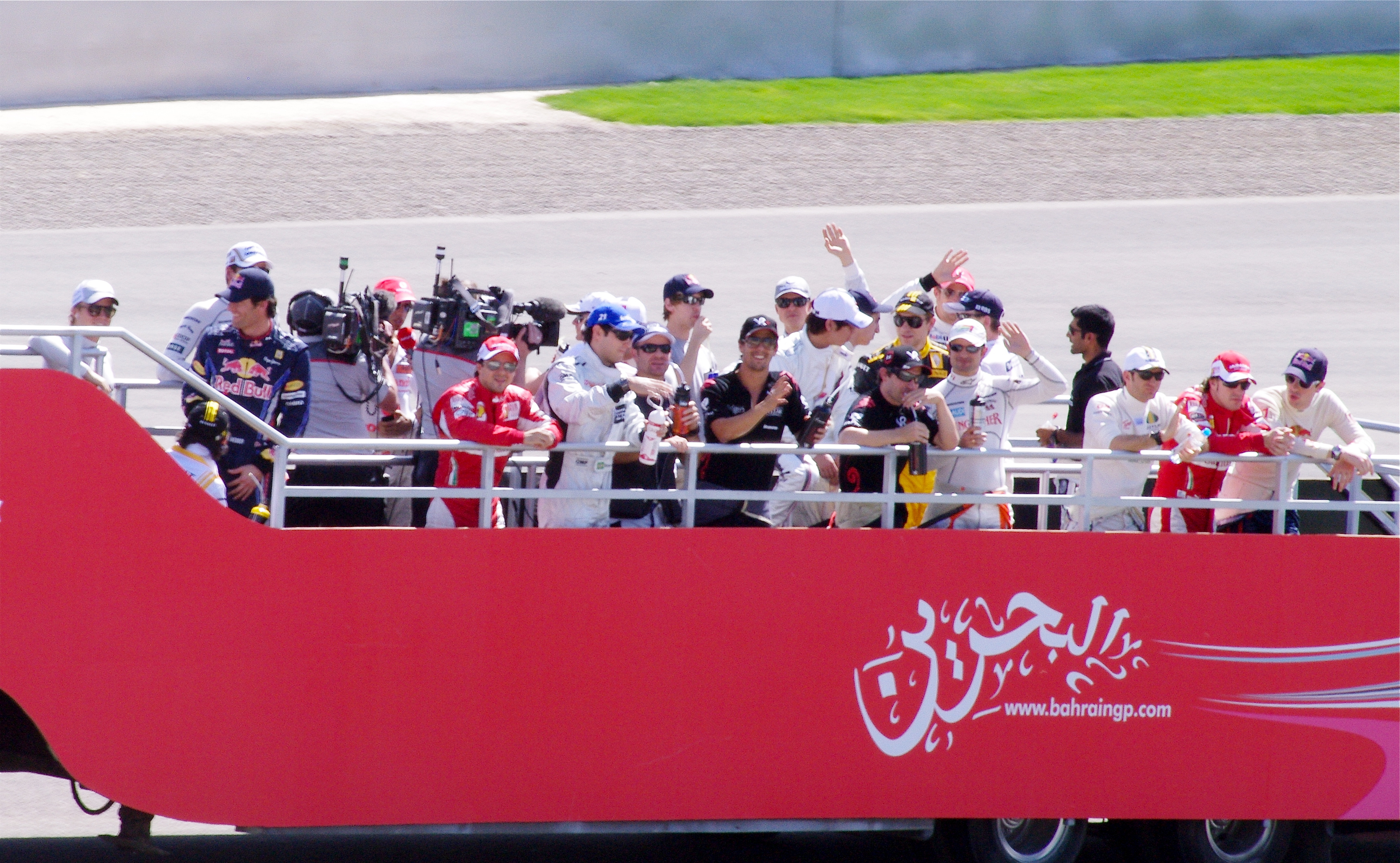
Parada kierowców przed startem wyścigu

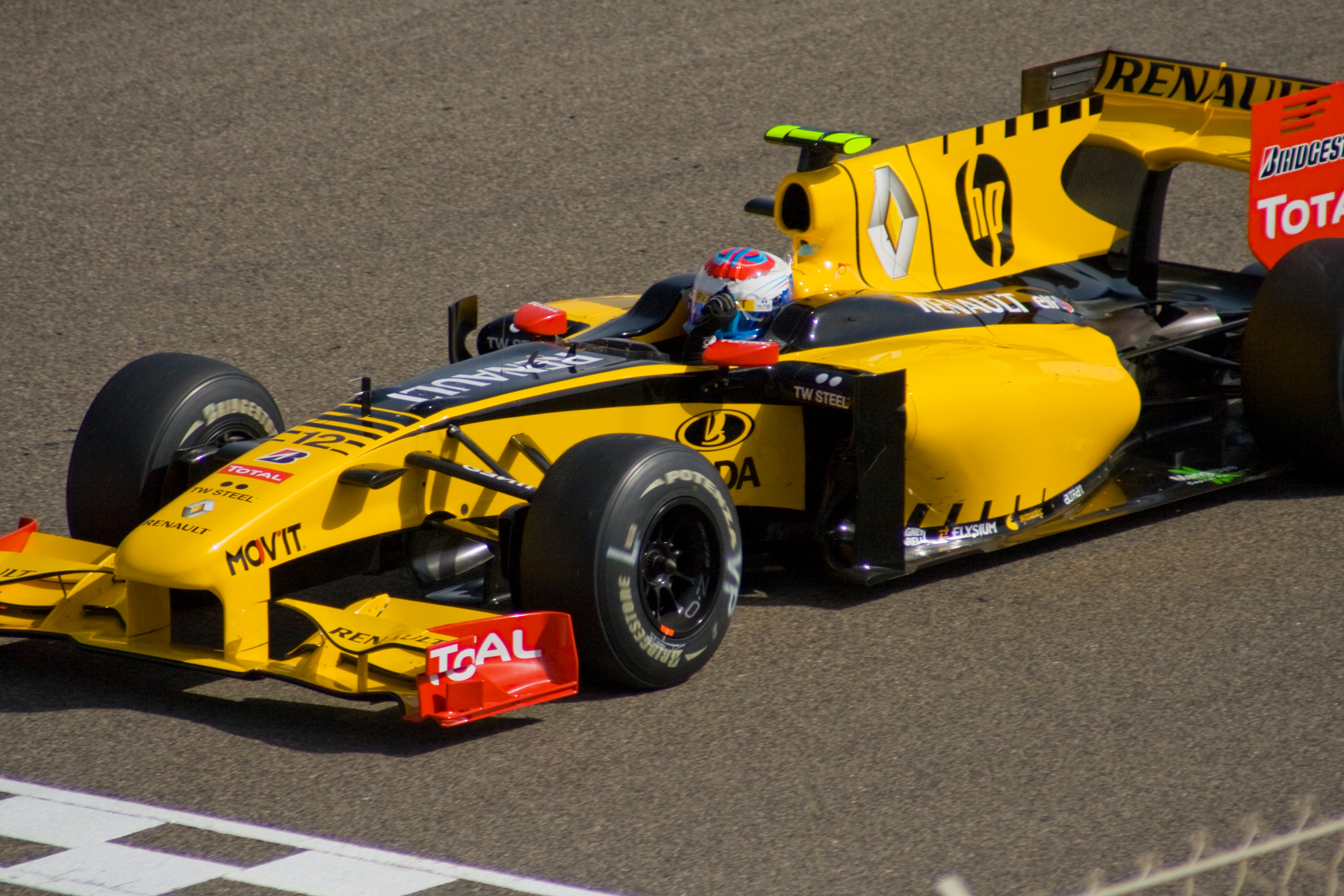
Witalij Pietrow – pierwszy rosyjski kierowca Formuły 1, za kierownicą bolidu Renault R30

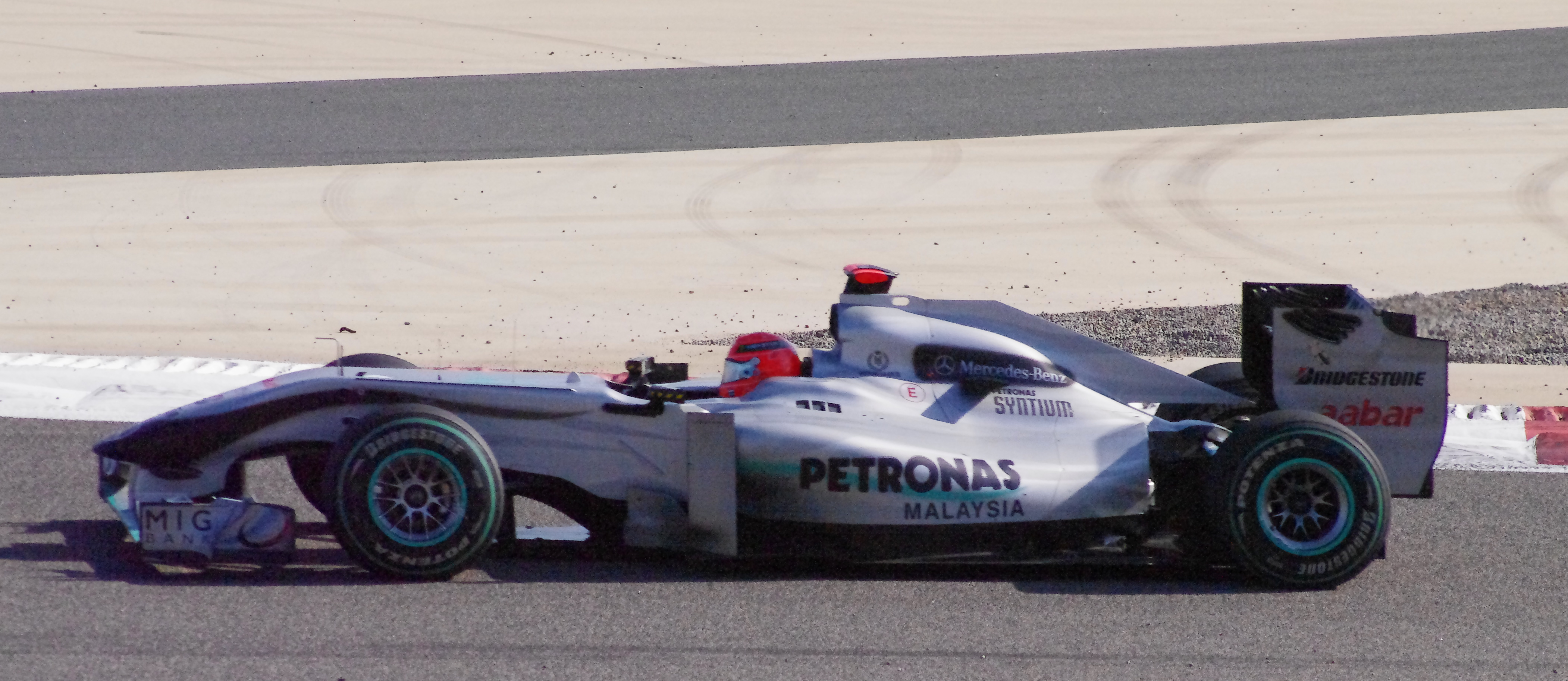
Powracający po trzech latach przerwy siedmiokrotny mistrz świata – Michael Schumacher w bolidzie Mercedes MGP W01

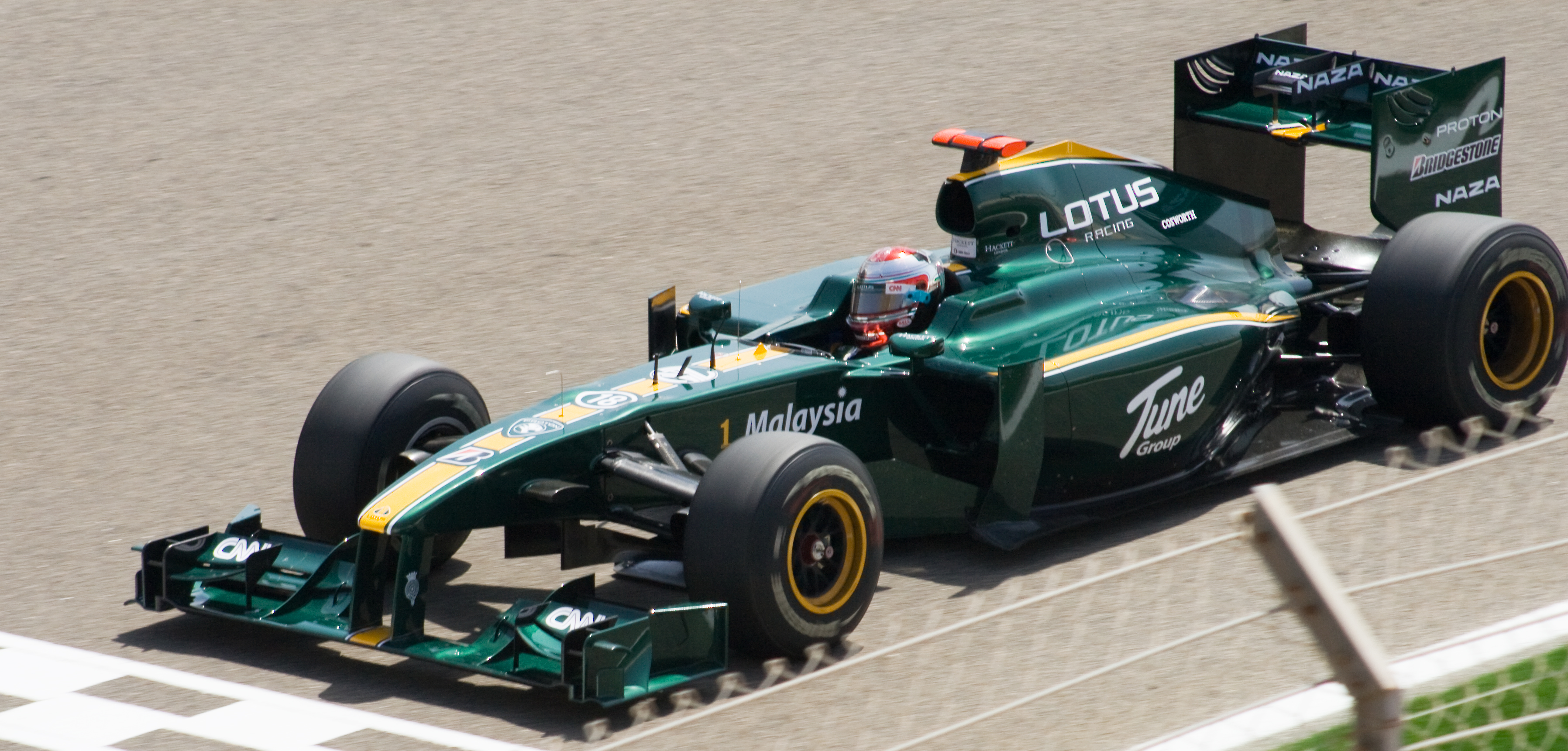
Jarno Trulli w bolidzie powracającego do Formuły 1 zespołu Lotus F1 Racing

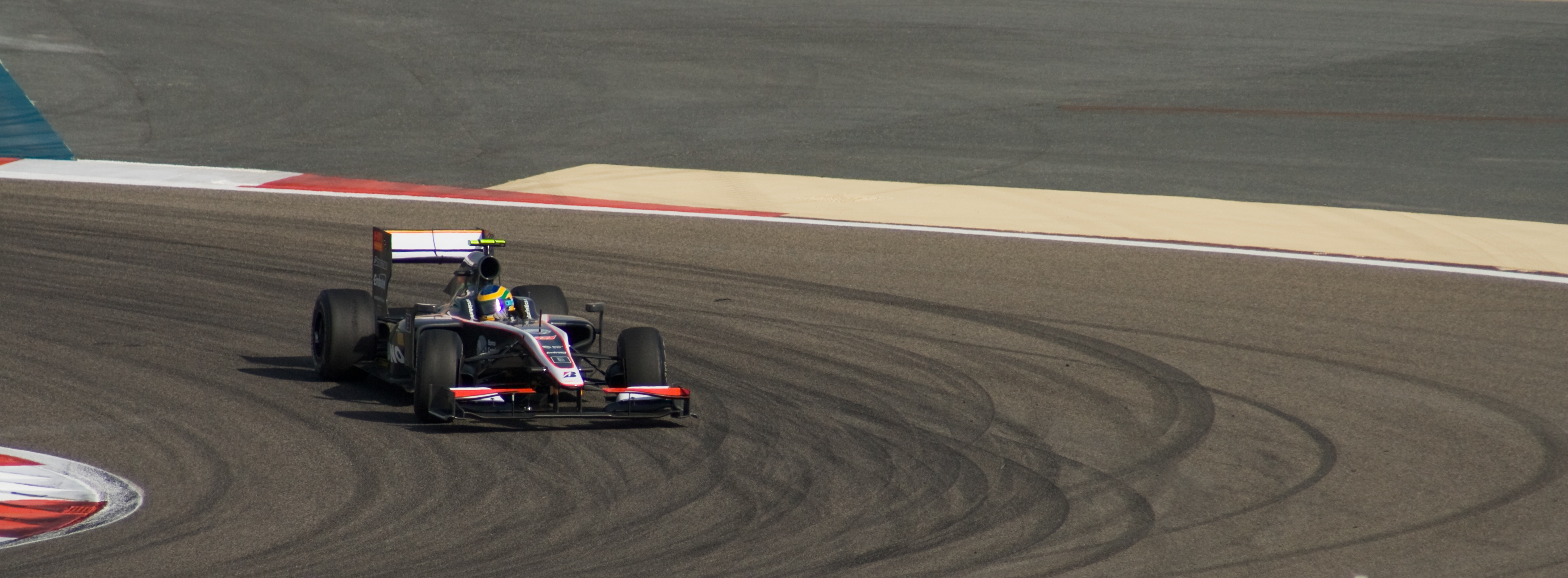
Bruno Senna – siostrzeniec trzykrotnego mistrza świata – Ayrtona Senny, w bolidzie debiutującego w Formule 1 zespołu HRT

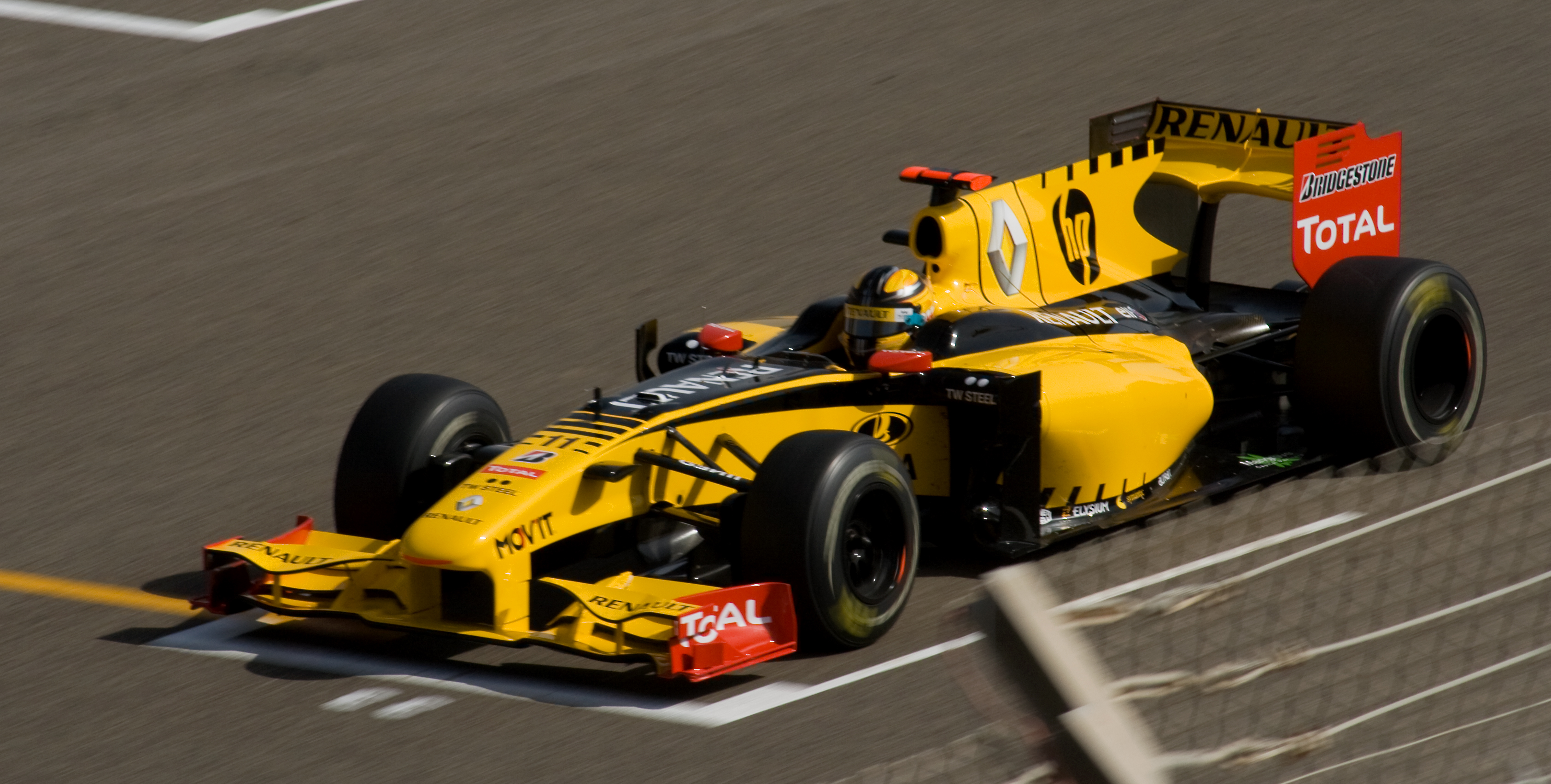
Robert Kubica podczas swojego debiutu w zespole Renault

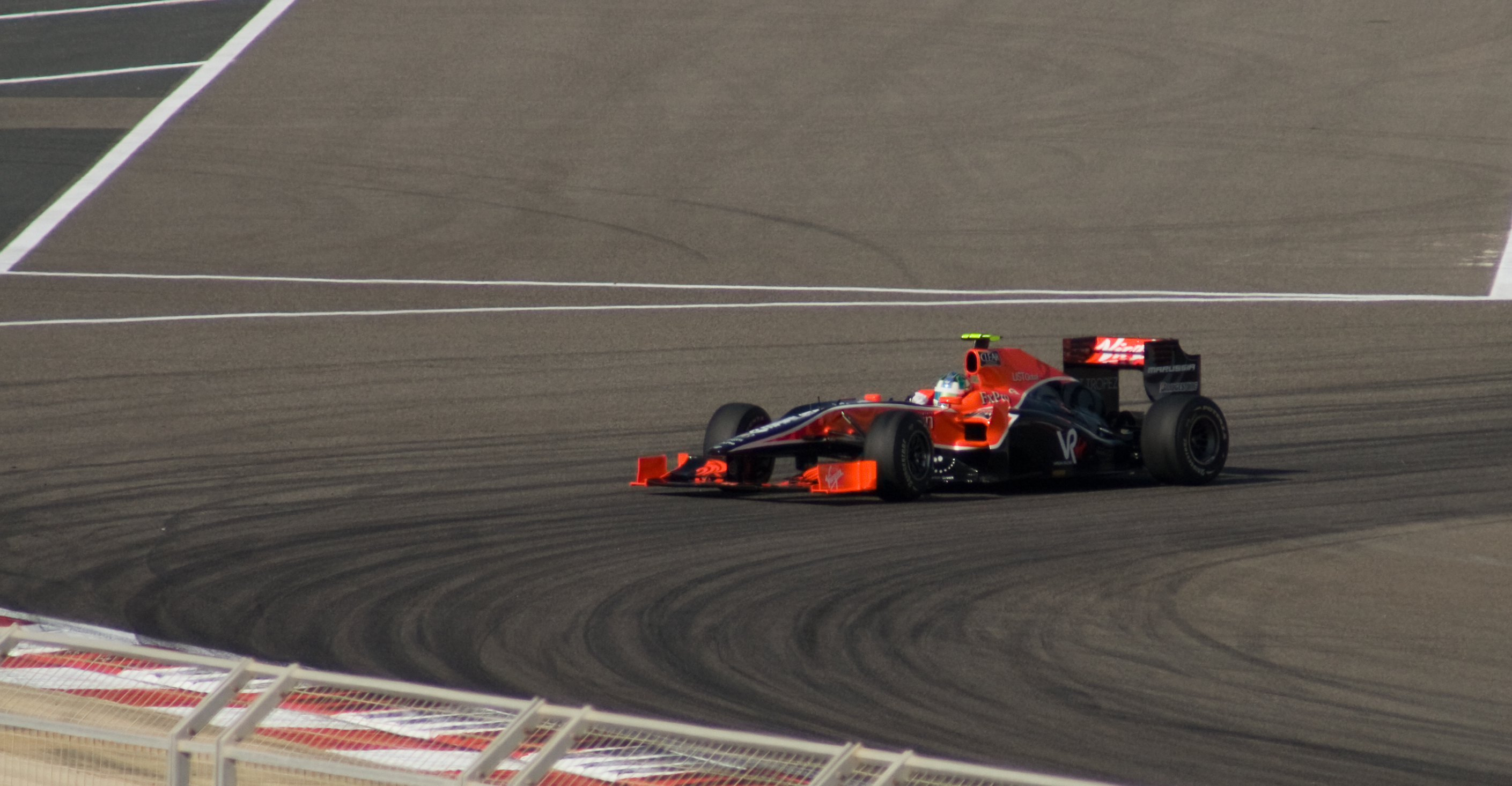
Lucas Di Grassi w swoim pierwszym wyścigu w Formule 1, w bolidzie nowego zespołu Virgin

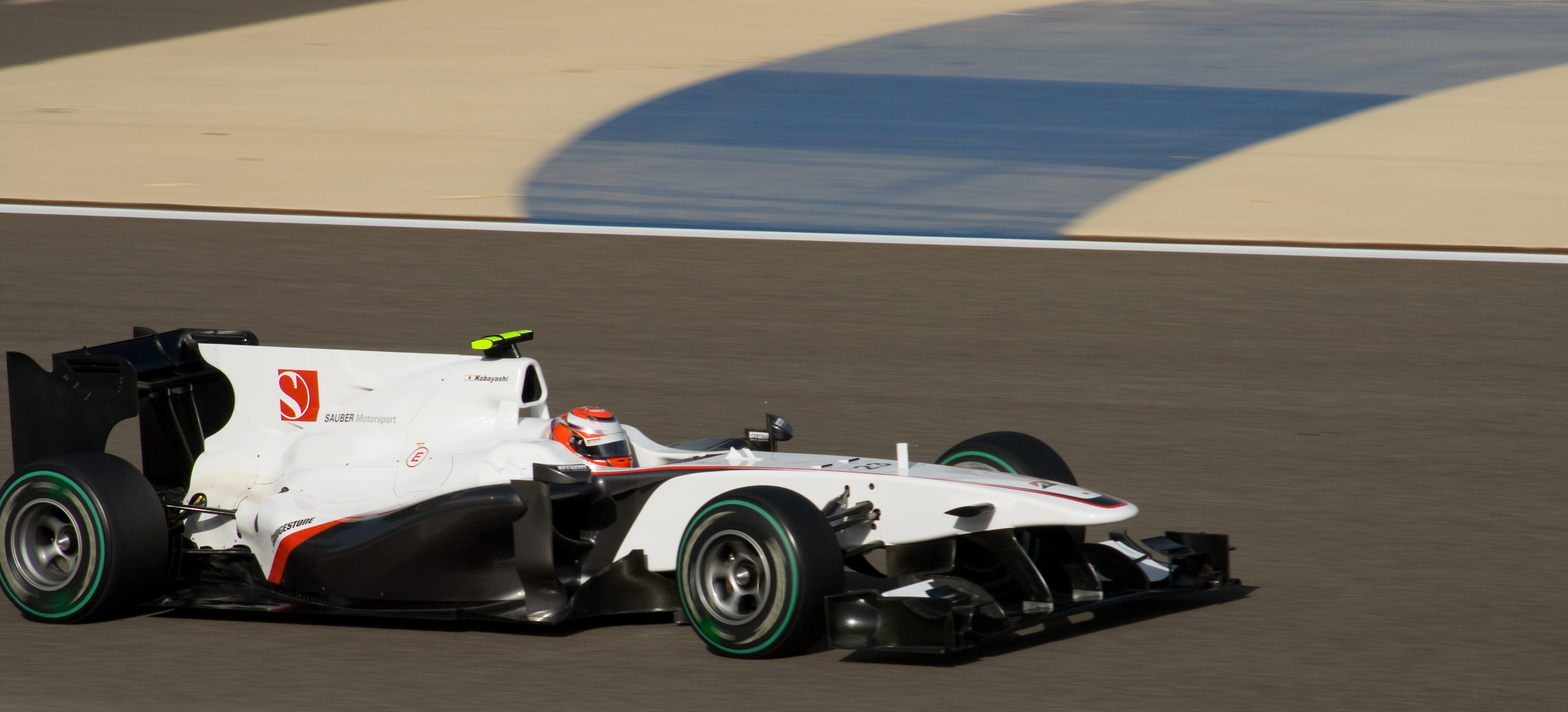
Kamui Kobayashi debiutujący w barwach powracającego do Formuły 1 zespołu Petera Saubera

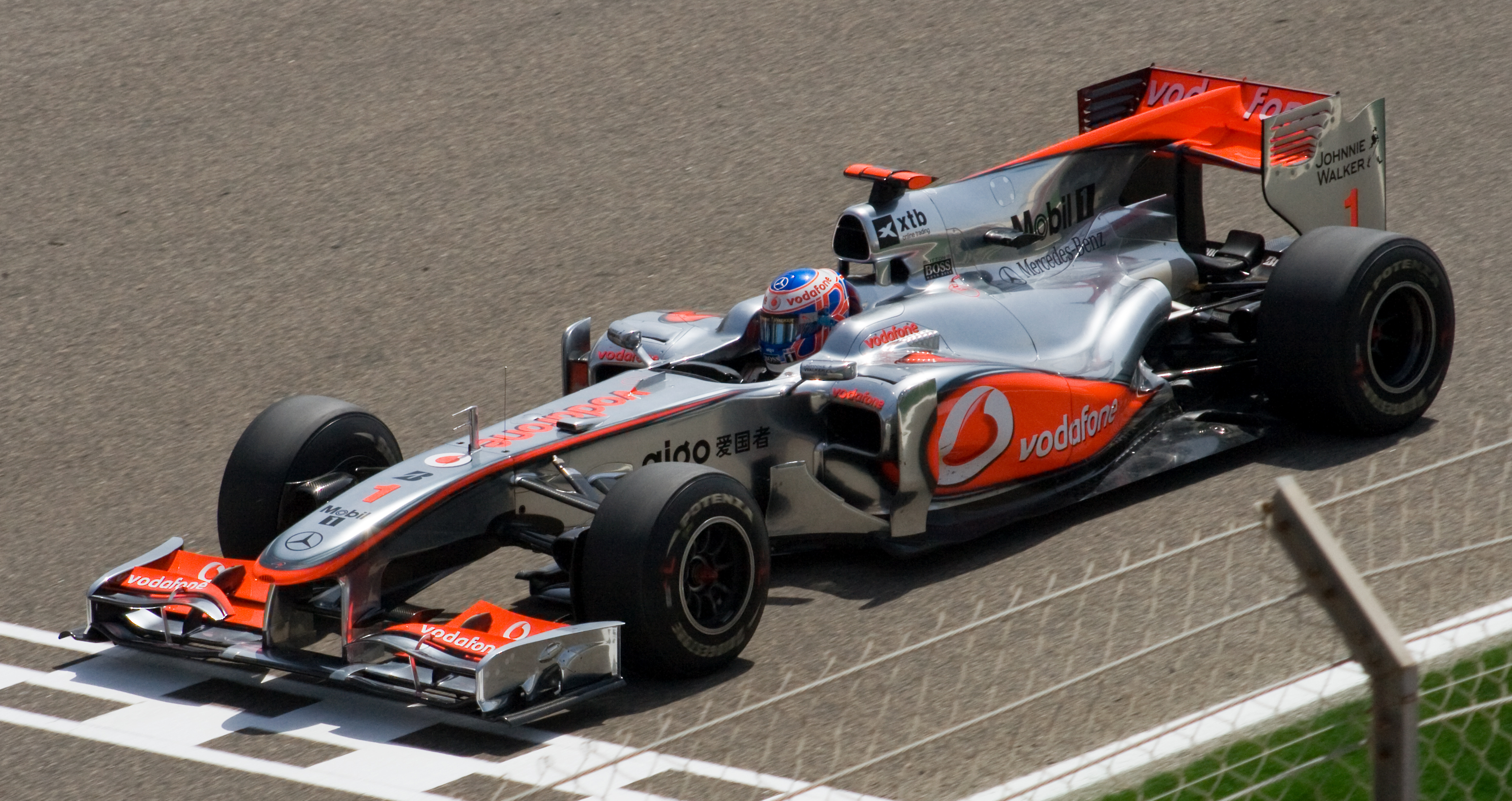
Mistrz świata z 2009 roku – Jenson Button podczas swojego pierwszego wyścigu w teamie McLaren

Grand Prix Bahrajnu 2010 (oryg. 2010 Formula 1 Gulf Air Bahrain Grand Prix) – wyścig będący inauguracyjną rundą Mistrzostw Świata Formuły 1 w sezonie 2010. Weekend Grand Prix odbył się w dniach 12–14 marca 2010 roku na torze Bahrain International Circuit na pustyni As-Sachir. Było to siódme Grand Prix Bahrajnu w historii (wszystkie odbyły się na tym torze). Pierwszy raz od sezonu 2006, wyścig ten był rundą otwierającą sezon i po raz pierwszy odbył się on na wydłużonym układzie toru, który służył wcześniej do rozgrywania wyścigów długodystansowych.
Wyścig zakończył się dubletem zespołu Ferrari – Fernando Alonso jako pierwszy minął linię mety, Felipe Massa zajął drugą pozycję. Podium uzupełnił Lewis Hamilton z McLarena, a zdobywca pole position – Sebastian Vettel z Red Bulla ukończył wyścig na 4. pozycji.

## Opis weekendu Grand Prix

### Tło wyścigu
Wyścig ten był debiutem zespołów HRT oraz Virgin, a także powrotem do stawki Mercedesa, który po zakończeniu sezonu 2009 przejął zespół Brawn GP, Lotusa, który wrócił do stawki po 16. latach dzięki wsparciu malezyjskiej spółki 1Malaysia F1 Team Sdn Bhd i szefa Tune Group – Tony’ego Fernandesa oraz Saubera – zespołu prowadzonego przez Petera Saubera, który odkupił udziały w zespole BMW Sauber, jednak zachował w nazwie człon BMW.
Był to pierwszy wyścig w Formule 1 dla Nico Hülkenberga, który zadebiutował za kierownicą Williamsa, Lucasa di Grassi, który zadebiutował w zespole Virgin, Witalija Pietrowa, który został kierowcą Renault oraz Karuna Chandhoka i Bruno Senny, dla których był to pierwszy wyścig w zespole HRT. Pietrow to pierwszy rosyjski kierowca Formuły 1; Chandhok to drugi, po Narainie Karthikeyanie, hinduski kierowca Formuły 1; Senna to siostrzeniec trzykrotnego mistrza świata – Ayrtona Senny.
Mistrz świata z 2009 roku – Jenson Button przeniósł się z zespołu Brawn GP do McLarena. Siedmiokrotny mistrz świata – Michael Schumacher po 3 latach przerwy powrócił do Formuły 1 w zespole Mercedes GP, a jego partnerem zespołowym został Nico Rosberg, który w sezonie 2009 reprezentował barwy zespołu Williams. Felipe Massa powrócił po kontuzji odniesionej podczas Grand Prix Węgier, a Timo Glock powrócił z zespołem Virgin po wypadku podczas Grand Prix Japonii. Robert Kubica został kierowcą zespołu Renault, zajął on tam miejsce Fernando Alonso, który przeniósł się do Ferrari. Rubens Barrichello, który w sezonie 2009 był kierowcą zespołu Brawn GP, przeniósł się do Williamsa. Jarno Trulli i Heikki Kovalainen zostali kierowcami Lotusa, pierwszy przeniósł się tam z Toyoty, a drugi z McLarena. Pedro de la Rosa – wieloletni kierowca testowy McLarena oraz Kamui Kobayashi, który był kierowcą testowym Toyoty w sezonie 2009, zostali kierowcami zespołu BMW Sauber.
W wyścigu wystartowali wszyscy poprzedni zwycięzcy tego wyścigu: Jenson Button (zwycięzca z sezonu 2009), Felipe Massa (2007 i 2008), Fernando Alonso (2005 i 2006) oraz Michael Schumacher (2004).
Był to pierwszy wyścig od Grand Prix Australii w 1993 roku, w którym zakazane było dotankowywanie bolidów podczas wyścigu. W tym wyścigu zadebiutował także nowy system punktacji dający dużą przewagę zwycięzcy wyścigu. W wyścigu tym wystartowało także największa stawka kierowców od 1995 roku.
Po raz pierwszy podczas wyścigu sędziom pomagał były kierowca Formuły 1, był nim czterokrotny mistrz świata – Alain Prost.

### Sesje treningowe
Kierowca zespołu Force India – Adrian Sutil ustanowił najlepszy czas w pierwszej piątkowej sesji treningowej. Kolejne miejsca zajęli kierowca Ferrari – Fernando Alonso, Robert Kubica (Renault), Felipe Massa (Ferrari), Jenson Button, Lewis Hamilton (obaj McLaren). Powracający po trzech latach przerwy, siedmiokrotny mistrz świata Michael Schumacher uplasował się na 10. miejscu, dwa miejsca niżej od swojego kolegi z zespołu Mercedes GP – Nico Rosberga. Z nowych zespołów tylko kierowcom Lotusa – Heikiemu Kovalainenowi i Jarno Trullemu oraz Timo Glockowi z zespołu Virgin udało się ustanowić czasy okrążenia. Drugi kierowca zespołu Virgin – Lucas Di Grassi oraz Bruno Senna (HRT) wyjechali jedynie na okrążenia instalacyjne, gdyż ich bolidy nie były do końca zmontowane, a Karun Chandhok z tego samego powodu w ogóle nie pojawił się na torze.
W drugim treningu najlepszy czas uzyskał Nico Rosberg, trzeci był jego kolega z zespołu – Michael Schumacher, a przedzielił ich Lewis Hamilton. Na torze pojawili się także kierowcy nowych zespołów, jednak ich czasy znacznie odstawały od reszty stawki, najlepsze czasy z nowych zespołów uzyskali kierowcy Lotusa, a Bruno Senna uzyskał nieco lepszy czas od najlepszego kierowcy azjatyckiej serii GP2. Problemy z bolidem miał kierowca Toro Rosso – Sébastien Buemi, który wyjechał tylko na jedno okrążenie instalacyjne i nie ustanowił żadnego czasu, a Karun Chandhok po raz kolejny nie wyjechał na tor.
Fernando Alonso zakończył sobotnią sesję treningową przed pierwszym wyścigiem sezonu z najlepszym czasem, uzyskując lepszy czas od drugiego Nico Rosberga i trzeciego Marka Webbera (Red Bull), ósmy czas uzyskał Robert Kubica. Bolidy nowych zespołów po raz kolejny uzyskiwały słabe czasy, tym razem najlepszy czas wśród nowych zespołów uzyskał Timo Glock, jednak podczas przejazdu od samochodu odpadło mu lewe, przednie koło; jego kolega z zespołu – Lucas Di Grassi nie uzyskał żadnego czasu okrążenia, pojawił się na torze tylko po to by wykonać okrążenia instalacyjne, a Karun Chandhok znowu nie pojawił się na torze.

### Kwalifikacje
W pierwszej części sesji kwalifikacyjnej brali udział wszyscy zawodnicy, w tym Karun Chandhok z HRT, który nie pojawił się na torze w żadnej z sesji treningowych. Najlepszy czas uzyskał Fernando Alonso, drugi wynik uzyskał kierowca Red Bulla – Sebastian Vettel, a trzeci Adrian Sutil z Force India. Robert Kubica wywalczył ósmy rezultat. Stawkę kierowców, którzy awansowali do drugiego bloku kwalifikacji zamknęli kierowcy Saubera – Pedro de la Rosa i Kamui Kobayashi. Do drugiej części kwalifikacji nie udało się awansować Jaime Alguersuariemu z Toro Rosso oraz żadnemu kierowcy z nowych zespołów. Ostatni czas uzyskał Karun Chandhok, był on wolniejszy od najszybszego Fernando Alonso o ponad 10 sekund, a najszybszy kierowca z nowych zespołów – Timo Glock stracił do lidera ponad 5 sekund.
Najlepszy czas w drugiej części „czasówki” uzyskał Sebastian Vettel, trzeci był jego kolega z zespołu – Mark Webber, a przedzielił ich Fernando Alonso. Do finałowej części sesji kwalifikacyjnej z siódmym czasem awansował Robert Kubica. Ostatnie miejsce premiowane awansem do kolejnej części kwalifikacji uzyskał mistrz świata z 2009 roku, kierowca McLarena – Jenson Button. Na drugim bloku swój występ w kwalifikacjach zakończyli obaj kierowcy Williamsa: Rubens Barrichello i Nico Hülkenberg, Vitantonio Liuzzi (Force India), Pedro de la Rosa, Kamui Kobayashi, Sébastien Buemi (Toro Rosso) oraz kolega Roberta Kubicy z zespołu Renault – Witalij Pietrow.
W decydującej rundzie sesji kwalifikacyjnej najlepszy wynik, a co za tym idzie pole position wywalczył Sebastian Vettel, drugi czas uzyskał Felipe Massa, a zaraz za nim uplasował się jego partner z zespołu – Fernando Alonso. Czwarte pole startowe wywalczył mistrz świata z 2008 roku, kierowca zespołu McLaren – Lewis Hamilton. Z trzeciej linii do wyścigu mieli ruszyć Nico Rosberg oraz kierowca zespołu Red Bull – Mark Webber, a za nimi w czwartej linii mieli się ustawić do wyścigu byli mistrzowie świata: Michael Schumacher i Jenson Button. Dziewiątą pozycje wywalczył jedyny polak w Formule 1 – Robert Kubica, a ostatnie miejsce w trzecim bloku „czasówki” zajął Adrian Sutil.

### Wyścig
Na starcie wyścigu Sebastian Vettel utrzymał pierwszą pozycję wywalczoną w kwalifikacjach. Na kolejnych pozycjach doszło jednak do rotacji między kierowcami Ferrari – startujący z drugiego pola Felipe Massa został wyprzedzony przez Fernando Alonso. Pozycje na starcie zyskali także obaj kierowcy Mercedesa: Nico Rosberg po wyprzedzeniu Lewisa Hamiltona zajmował czwartą pozycję, natomiast Michael Schumacher poradził sobie z szóstym na starcie Markiem Webberem. Na drugim zakręcie doszło do kontaktu pomiędzy Adrianem Sutilem a Robertem Kubicą; po poślizgu obaj mogli kontynuować wyścig, ale spadli na odległe pozycje. Po tym zdarzeniu obaj wzięli się za odrabianie strat, na czwartym okrążeniu Kubica zajmował 16. pozycję, a Sutil – 18. Największy awans na starcie wyścigu zaliczył partner Roberta Kubicy z zespołu Renault – Witalij Pietrow, który awansował z 17. na 11. miejsce.
Tymczasem Karun Chandhok po wypadku zakończył swoją jazdę w wyścigu, a chwilę później Lucas Di Grassi był zmuszony wycofać się z rywalizacji z powodu awarii układu hydraulicznego. Kłopoty miał także reprezentant zespołu Williams – Nico Hülkenberg, któremu pękła tylna opona, jednak po wizycie w alei serwisowej powrócił na tor na ostatniej pozycji. W tym czasie Adrian Sutil wyprzedził kierowcę Lotusa – Heikkiego Kovalainena i zbliżył się do Roberta Kubicy, który nie mógł uporać się z Sébastienem Buemim. Na 11. okrążeniu awaria układu hydraulicznego zmusiła Kamuiego Kobayashiego do wycofania się z dalszej rywalizacji.
Po przejechaniu dziesięciu okrążeń kolejność w pierwszej dziesiątce przedstawiała się następująco: Sebastian Vettel, Fernando Alonso (strata 3,1s), Felipe Massa (+5,2s), Nico Rosberg (+12,8s), Lewis Hamilton (+13,5s), Michael Schumacher (+16,9s), Mark Webber (+17,6s), Jenson Button (+19,8s), Vitantonio Liuzzi (+24,2s) oraz Rubens Barrichello (+27,9s).
Jako pierwszy, na 12. okrążeniu, na planowany postój zjawił się Bruno Senna. Później na swój pierwszy pit stop zjechali kierowcy Renault: Robert Kubica i Witalij Pietrow. Podczas postoju Rosjanina w jego bolidzie wykryto usterkę zawieszenia i był on zmuszony zakończyć wyścig. Lewis Hamilton, Michael Schumacher i Adrian Sutil zjechali na swój postój na 15. okrążeniu, po nich, na 16. kółku w boksach pojawili się Fernando Alonso, Nico Rosberg, Mark Webber oraz Jenson Button, a na 17. okrążeniu lider wyścigu – Sebastian Vettel oraz Felipe Massa pojawili się w alei serwisowej. Po serii pit-stopów kolejność w czołówce nie uległa większym zmianom i tak nadal na prowadzeniu był Sebastian Vettel, przed Fernando Alonso i Felipe Massą. W czołowej dziesiątce bez postoju byli Vitantonio Liuzzi oraz Rubens Barrichello, którzy zajmowali kolejno 4. i 5. miejsce. Jadący za nimi Lewis Hamilton na 18. okrążeniu wyprzedził Rubensa Barrichello. Brazylijczyk następnie zjechał na swój postój, po którym wyjechał na tor na 11. pozycji, tuż za Sébastienem Buemim. Na kolejnym okrążeniu w boksach pojawił się Vitantonio Liuzzi, który powrócił na tor przed Rubensem Barrichello – na 10. miejscu. Bez postoju pozostało trzech kierowców: Sébastien Buemi, Heikki Kovalainen oraz Jarno Trulli (kolejno 9., 17. i 18. miejsce). Tymczasem z rywalizacji wycofali się: Timo Glock, który miał problemy ze skrzynią biegów, oraz Bruno Senna, któremu posłuszeństwa odmówił silnik.
Na 22. okrążeniu dzięki udanemu manewrowi wyprzedzania w pierwszym zakręcie Vitantonio Liuzzi znalazł się przed Sébastienem Buemim. Dwa okrążenia później w tym samym miejscu Robert Kubica wyprzedził Pedro de la Rosę i awansował na 12. pozycję. Przed nim znajdował się Sébastien Buemi, którego tempo było wyraźnie gorsze od tempa Polaka i szybko został przez niego wyprzedzony. Na następnym okrążeniu Szwajcar zjechał do swoich mechaników, a po powrocie na tor znalazł się na 15. miejscu. Na swój pierwszy i jedyny postój zjechał także Jarno Trulli.
Tymczasem Fernando Alonso znacząco zbliżył się do lidera wyścigu – Sebastiana Vettela i na 28. okrążeniu jego strata wynosiła 2,4 sekundy. Najszybszym kierowcą na torze był wtedy Jaime Alguersuari, który ustanowił najlepszy czas okrążenia, jednak na kolejnym okrążeniu jego czas został poprawiony przez Fernando Alonso, który zbliżył się do Sebastiana Vettela na 1,5 sekundy. Na następnym okrążeniu Hiszpan był już niewiele ponad sekundę za liderem wyścigu, jednak na 31. okrążeniu kierowca Red Bulla przyśpieszył i zaczął powiększać swoją przewagę nad dwukrotnym mistrzem świata – Fernando Alonso. W tym czasie z rywalizacji wycofał się Pedro de la Rosa, któremu posłuszeństwa odmówił układ hydrauliczny. Chwilę potem lider wyścigu – Sebastian Vettel zaczął uskarżać się przez radio na problemy z utratą mocy, przez co zaczął jechać wolniej i tak w końcówce 34. okrążenia został wyprzedzony przez Fernando Alonso, a chwilę później przed nim znalazł się także Felipe Massa. Na 38. okrążeniu borykający się z problemami Niemiec stracił pozycję na rzecz Lewisa Hamiltona, po czym został poinformowany przez zespół, że powodem jego problemów jest usterka układu wydechowego i nie mogą nic na to poradzić. Z kolei Lewis Hamilton zaczął uskarżać się na wibrację w przedniej części bolidu, ale nie przeszkadzało mu to w utrzymaniu dobrego tempa. W tym czasie na miejscach 6-8 toczyła się walka pomiędzy Michaelem Schumacherem, Jensonem Buttonem oraz Markiem Webberem, jednak po kilku okrążeniach odległość między nimi zwiększyła się. Sebastian Vettel mimo problemów utrzymywał w miarę równe tempo, starając się zapobiec wyprzedzeniu przez Nico Rosberga. Problemy z bolidem wyeliminowały Sébastiena Buemiego i Jarno Trullego, jednak ich rezultaty zostały zaliczone, gdyż przejechali ponad 90% wyścigu.
Wyścig zakończył się dubletem zespołu Ferrari – Fernando Alonso jako pierwszy minął linię mety, Felipe Massa zajął drugą pozycję. Podium uzupełnił Lewis Hamilton z McLarena, zdobywca pole position – Sebastian Vettel z Red Bulla ukończył wyścig na 4. pozycji, a na dalszych miejscach uplasowali się dwaj kierowcy Mercedesa: Nico Rosberg i Michael Schumacher, a pierwszą dziesiątkę zamknęli kolejno: Jenson Button, Mark Webber, Vitantonio Liuzzi oraz Rubens Barrichello. Jedyny Polak w Formule 1 – Robert Kubica ukończył wyścig poza punktowaną dziesiątką – na 11. pozycji. Najszybsze okrążenie w wyścigu uzyskał jego zwycięzca – Fernando Alonso.

### Po wyścigu
Po wyścigu zaczęto krytykować „nową” Formułę 1. Szef McLarena – Martin Whitmarsh stwierdził, że Formule 1 potrzebna jest poprawa widowiskowości. Wielu kierowców także stwierdziło, że wyścigi przekształciły się w jednostajną procesję. Pojawiły się też głosy, aby wprowadzić drugi przymusowy postój. Także były kierowca i ekspert BBC – David Coulthard skrytykował widowiskowość wyścigu, obwiniając o to byłego szefa Fédération Internationale de l’Automobile Maxa Mosleya. Wśród wielu ekspertów powiązanych z FIA pojawiły się głosy jakoby w Formule 1 brakowało chęci do wprowadzenia zmian.
Jedną z niewielu osób, która nie zgodziła się z krytyką był były mistrz świata – Alain Prost, który był sędzią podczas wyścigu. Stwierdził on, że z krytyką trzeba jeszcze poczekać.

## Lista startowa
| Nr | Kierowca           | Zespół                       | Samochód          | Silnik               | Opony |
| -- | ------------------ | ---------------------------- | ----------------- | -------------------- | ----- |
| 1  | Jenson Button      | Vodafone McLaren Mercedes    | McLaren MP4-25    | Mercedes-Benz FO108X | B     |
| 2  | Lewis Hamilton     | Vodafone McLaren Mercedes    | McLaren MP4-25    | Mercedes-Benz FO108X | B     |
| 3  | Michael Schumacher | Mercedes GP Petronas F1 Team | Mercedes MGP W01  | Mercedes-Benz FO108X | B     |
| 4  | Nico Rosberg       | Mercedes GP Petronas F1 Team | Mercedes MGP W01  | Mercedes-Benz FO108X | B     |
| 5  | Sebastian Vettel   | Red Bull Racing              | Red Bull RB6      | Renault RS27-2010    | B     |
| 6  | Mark Webber        | Red Bull Racing              | Red Bull RB6      | Renault RS27-2010    | B     |
| 7  | Felipe Massa       | Scuderia Marlboro Ferrari    | Ferrari F10       | Ferrari 056          | B     |
| 8  | Fernando Alonso    | Scuderia Marlboro Ferrari    | Ferrari F10       | Ferrari 056          | B     |
| 9  | Rubens Barrichello | AT&T WilliamsF1 Team         | Williams FW32     | Cosworth CA2010      | B     |
| 10 | Nico Hülkenberg    | AT&T WilliamsF1 Team         | Williams FW32     | Cosworth CA2010      | B     |
| 11 | Robert Kubica      | Renault F1 Team              | Renault R30       | Renault RS27-2010    | B     |
| 12 | Witalij Pietrow    | Renault F1 Team              | Renault R30       | Renault RS27-2010    | B     |
| 13 | Adrian Sutil       | Force India Formula One Team | Force India VJM03 | Mercedes-Benz FO108X | B     |
| 14 | Vitantonio Liuzzi  | Force India Formula One Team | Force India VJM03 | Mercedes-Benz FO108X | B     |
| 15 | Sébastien Buemi    | Scuderia Toro Rosso          | Toro Rosso STR5   | Ferrari 056          | B     |
| 16 | Jaime Alguersuari  | Scuderia Toro Rosso          | Toro Rosso STR5   | Ferrari 056          | B     |
| 17 | Jarno Trulli       | Lotus F1 Racing              | Lotus T127        | Cosworth CA2010      | B     |
| 18 | Heikki Kovalainen  | Lotus F1 Racing              | Lotus T127        | Cosworth CA2010      | B     |
| 19 | Karun Chandhok     | HRT F1 Team                  | Hispania F110     | Cosworth CA2010      | B     |
| 20 | Bruno Senna        | HRT F1 Team                  | Hispania F110     | Cosworth CA2010      | B     |
| 21 | Pedro de la Rosa   | BMW Sauber F1 Team           | BMW Sauber C29    | Ferrari 056          | B     |
| 22 | Kamui Kobayashi    | BMW Sauber F1 Team           | BMW Sauber C29    | Ferrari 056          | B     |
| 23 | Timo Glock         | Virgin Racing                | Virgin VR-01      | Cosworth CA2010      | B     |
| 24 | Lucas Di Grassi    | Virgin Racing                | Virgin VR-01      | Cosworth CA2010      | B     |
| Nr | Kierowca           | Zespół                       | Samochód          | Silnik               | Opony |

## Wyniki

### Sesje treningowe
| Sesja | Nr | Kierowca        | Konstruktor          | Czas     | Okr. |
| ----- | -- | --------------- | -------------------- | -------- | ---- |
| 1     | 14 | Adrian Sutil    | Force India-Mercedes | 1:56,583 | 18   |
| 2     | 4  | Nico Rosberg    | Mercedes             | 1:55,409 | 23   |
| 3     | 8  | Fernando Alonso | Ferrari              | 1:54,099 | 14   |

### Kwalifikacje
| Poz. | Nr | Kierowca           | Konstruktor          | Q1       | Q2       | Q3       | Poz. s. |
| --- | --- | ------------------ | -------------------- | -------- | -------- | -------- | ------- |
| III etap | |                    |                      |          |          |          |         |
| 1 | 5 | Sebastian Vettel   | Red Bull-Renault     | 1:55,029 | 1:53,883 | 1:54,101 | 1       |
| 2 | 7 | Felipe Massa       | Ferrari              | 1:55,313 | 1:54,331 | 1:54,242 | 2       |
| 3 | 8 | Fernando Alonso    | Ferrari              | 1:54,612 | 1:54,172 | 1:54,608 | 3       |
| 4 | 2 | Lewis Hamilton     | McLaren-Mercedes     | 1:55,341 | 1:54,707 | 1:55,217 | 4       |
| 5 | 4 | Nico Rosberg       | Mercedes             | 1:55,463 | 1:54,682 | 1:55,241 | 5       |
| 6 | 6 | Mark Webber        | Red Bull-Renault     | 1:55,298 | 1:54,318 | 1:55,284 | 6       |
| 7 | 3 | Michael Schumacher | Mercedes             | 1:55,593 | 1:55,105 | 1:55,524 | 7       |
| 8 | 1 | Jenson Button      | McLaren-Mercedes     | 1:55,715 | 1:55,168 | 1:55,672 | 8       |
| 9 | 11 | Robert Kubica      | Renault              | 1:55,511 | 1:54,963 | 1:55,885 | 9       |
| 10 | 14 | Adrian Sutil       | Force India-Mercedes | 1:55,213 | 1:54,996 | 1:56,309 | 10      |
| II etap | |                    |                      |          |          |          |         |
| 11 | 9 | Rubens Barrichello | Williams-Cosworth    | 1:55,969 | 1:55,330 | –        | 11      |
| 12 | 15 | Vitantonio Liuzzi  | Force India-Mercedes | 1:55,628 | 1:55,623 | –        | 12      |
| 13 | 10 | Nico Hülkenberg    | Williams-Cosworth    | 1:56,375 | 1:55,857 | –        | 13      |
| 14 | 22 | Pedro de la Rosa   | BMW Sauber-Ferrari   | 1:56,428 | 1:56,237 | –        | 14      |
| 15 | 16 | Sébastien Buemi    | Toro Rosso-Ferrari   | 1:56,189 | 1:56,265 | –        | 15      |
| 16 | 23 | Kamui Kobayashi    | BMW Sauber-Ferrari   | 1:56,541 | 1:56,270 | –        | 16      |
| 17 | 12 | Witalij Pietrow    | Renault              | 1:56,167 | 1:56,619 | –        | 17      |
| I etap | |                    |                      |          |          |          |         |
| 18 | 17 | Jaime Alguersuari  | Toro Rosso-Ferrari   | 1:57,071 | –        | –        | 18      |
| 19 | 24 | Timo Glock         | Virgin-Cosworth      | 1:59,728 | –        | –        | 19      |
| 20 | 18 | Jarno Trulli       | Lotus-Cosworth       | 1:59,852 | –        | –        | 20      |
| 21 | 19 | Heikki Kovalainen  | Lotus-Cosworth       | 2:00,313 | –        | –        | 21      |
| 22 | 25 | Lucas Di Grassi    | Virgin-Cosworth      | 2:00,587 | –        | –        | 22      |
| 23 | 21 | Bruno Senna        | HRT-Cosworth         | 2:03,204 | –        | –        | PIT     |
| 24 | 20 | Karun Chandhok     | HRT-Cosworth         | 2:04,904 | –        | –        | PIT     |
| Poz. | Nr | Kierowca           | Konstruktor          | Q1       | Q2       | Q3       | Poz. s. |
| \| Legenda \| Legenda \| \| ------------------------ \| ---------------------------------------------------------------------------------------------------------------------------------------------------------------------------------------------------------------------------------------------------------------- \| \| Poz. Nr Q1 Q2 Q3 Poz. s. \| Pozycja zajęta w sesji kwalifikacyjnej Numer startowy kierowcy Wynik uzyskany w pierwszej części kwalifikacji Wynik uzyskany w drugiej części kwalifikacji Wynik uzyskany w trzeciej części kwalifikacji Pozycja startowa po uwzględnięniu kar, przesunięć, itp. \| | |                    |                      |          |          |          |         |
| Legenda | |                    |                      |          |          |          |         |
| Poz. Nr Q1 Q2 Q3 Poz. s. | Pozycja zajęta w sesji kwalifikacyjnej Numer startowy kierowcy Wynik uzyskany w pierwszej części kwalifikacji Wynik uzyskany w drugiej części kwalifikacji Wynik uzyskany w trzeciej części kwalifikacji Pozycja startowa po uwzględnięniu kar, przesunięć, itp. |                    |                      |          |          |          |         |

### Wyścig
| P                 | + / –     | Nr | Kierowca           | Konstruktor          | Okr. | Czas / Strata | Komentarz                     |
| ----------------- | --------- | -- | ------------------ | -------------------- | ---- | ------------- | ----------------------------- |
| 1                 | 2         | 8  | Fernando Alonso    | Ferrari              | 49   | 1h39m20,396   | 25 pkt                        |
| 2                 | Bez zmian | 7  | Felipe Massa       | Ferrari              | 49   | +0:16,099     | 18 pkt                        |
| 3                 | 1         | 2  | Lewis Hamilton     | McLaren-Mercedes     | 49   | +0:23,182     | 15 pkt                        |
| 4                 | 3         | 5  | Sebastian Vettel   | Red Bull-Renault     | 49   | +0:38,713     | 12 pkt                        |
| 5                 | Bez zmian | 4  | Nico Rosberg       | Mercedes             | 49   | +0:40,263     | 10 pkt                        |
| 6                 | 1         | 3  | Michael Schumacher | Mercedes             | 49   | +0:44,180     | 8 pkt                         |
| 7                 | 1         | 1  | Jenson Button      | McLaren-Mercedes     | 49   | +0:45,260     | 6 pkt                         |
| 8                 | 2         | 6  | Mark Webber        | Red Bull-Renault     | 49   | +0:46,308     | 4 pkt                         |
| 9                 | 3         | 15 | Vitantonio Liuzzi  | Force India-Mercedes | 49   | +0:53,089     | 2 pkt                         |
| 10                | 1         | 9  | Rubens Barrichello | Williams-Cosworth    | 49   | +1:02,400     | 1 pkt                         |
| 11                | 2         | 11 | Robert Kubica      | Renault              | 49   | +1:09,093     |                               |
| 12                | 2         | 14 | Adrian Sutil       | Force India-Mercedes | 49   | +1:22,958     |                               |
| 13                | 5         | 17 | Jaime Alguersuari  | Toro Rosso-Ferrari   | 49   | +1:32,656     |                               |
| 14                | 1         | 10 | Nico Hülkenberg    | Williams-Cosworth    | 48   | +1 okr.       |                               |
| 15                | 6         | 19 | Heikki Kovalainen  | Lotus-Cosworth       | 47   | +2 okr.       |                               |
| 16                | 1         | 16 | Sébastien Buemi    | Toro Rosso-Ferrari   | 46   | +3 okr.       | elektronika                   |
| 17                | 3         | 18 | Jarno Trulli       | Lotus-Cosworth       | 46   | +3 okr.       | układ hydrauliczny            |
| Niesklasyfikowani |           |    |                    |                      |      |               |                               |
|                   |           | 22 | Pedro de la Rosa   | BMW Sauber-Ferrari   | 28   |               | układ hydrauliczny            |
|                   |           | 21 | Bruno Senna        | HRT-Cosworth         | 17   |               | silnik, wystartował z boksów  |
|                   |           | 24 | Timo Glock         | Virgin-Cosworth      | 16   |               | skrzynia biegów               |
|                   |           | 12 | Witalij Pietrow    | Renault              | 13   |               | zawieszenie                   |
|                   |           | 23 | Kamui Kobayashi    | BMW Sauber-Ferrari   | 11   |               | układ hydrauliczny            |
|                   |           | 25 | Lucas Di Grassi    | Virgin-Cosworth      | 2    |               | układ hydrauliczny            |
|                   |           | 20 | Karun Chandhok     | HRT-Cosworth         | 1    |               | wypadek, wystartował z boksów |
| P                 | + / –     | Nr | Kierowca           | Konstruktor          | Okr. | Czas / Strata | Komentarz                     |

### Najszybsze okrążenia
| P  | Nr | Kierowca           | Konstruktor          | Opony | Okr. | Czas     | Odstęp | Strata |
| -- | -- | ------------------ | -------------------- | ----- | ---- | -------- | ------ | ------ |
| 1  | 4  | Fernando Alonso    | Ferrari              | B     | 45   | 1:58,287 | –      | –      |
| 2  | 14 | Adrian Sutil       | Force India-Mercedes | B     | 49   | 1:59,393 | 1,106  | 1,106  |
| 3  | 6  | Mark Webber        | Red Bull-Renault     | B     | 45   | 1:59,487 | 0,094  | 1,200  |
| 4  | 2  | Lewis Hamilton     | McLaren-Mercedes     | B     | 42   | 1:59,560 | 0,073  | 1,273  |
| 5  | 7  | Felipe Massa       | Ferrari              | B     | 38   | 1:59,732 | 0,172  | 1,445  |
| 6  | 9  | Rubens Barrichello | Williams-Cosworth    | B     | 47   | 1:59,833 | 0,101  | 1,546  |
| 7  | 15 | Vitantonio Liuzzi  | Force India-Mercedes | B     | 39   | 1:59,906 | 0,073  | 1,619  |
| 8  | 17 | Jaime Alguersuari  | Toro Rosso-Ferrari   | B     | 28   | 1:59,964 | 0,058  | 1,677  |
| 9  | 1  | Jenson Button      | McLaren-Mercedes     | B     | 45   | 1:59,970 | 0,006  | 1,683  |
| 10 | 16 | Sébastien Buemi    | Toro Rosso-Ferrari   | B     | 41   | 2:00,080 | 0,110  | 1,793  |
| 11 | 3  | Michael Schumacher | Mercedes             | B     | 45   | 2:00,204 | 0,124  | 1,917  |
| 12 | 5  | Sebastian Vettel   | Red Bull-Renault     | B     | 32   | 2:00,218 | 0,014  | 1,931  |
| 13 | 4  | Nico Rosberg       | Mercedes             | B     | 45   | 2:00,236 | 0,018  | 1,949  |
| 14 | 11 | Robert Kubica      | Renault              | B     | 33   | 2:00,474 | 0,238  | 2,187  |
| 15 | 10 | Nico Hülkenberg    | Williams-Cosworth    | B     | 34   | 2:01,401 | 0,927  | 3,114  |
| 16 | 22 | Pedro de la Rosa   | BMW Sauber-Ferrari   | B     | 27   | 2:01,650 | 0,249  | 3,363  |
| 17 | 19 | Heikki Kovalainen  | Lotus-Cosworth       | B     | 47   | 2:02,701 | 1,051  | 4,414  |
| 18 | 18 | Jarno Trulli       | Lotus-Cosworth       | B     | 34   | 2:02,930 | 0,229  | 4,643  |
| 19 | 12 | Witalij Pietrow    | Renault              | B     | 7    | 2:04,307 | 1,377  | 6,020  |
| 20 | 23 | Kamui Kobayashi    | BMW Sauber-Ferrari   | B     | 4    | 2:05,044 | 0,737  | 6,757  |
| 21 | 24 | Timo Glock         | Virgin-Cosworth      | B     | 11   | 2:07,062 | 2,018  | 8,775  |
| 22 | 21 | Bruno Senna        | HRT-Cosworth         | B     | 14   | 2:09,127 | 2,065  | 10,840 |
| 23 | 25 | Lucas Di Grassi    | Virgin-Cosworth      | B     | 11   | 2:09,361 | 0,234  | 11,074 |
| 24 | 20 | Karun Chandhok     | HRT-Cosworth         | B     | –    | –        | –      | –      |
| P  | Nr | Kierowca           | Konstruktor          | Opony | Okr  | Czas     | Odstęp | Strata |

## Prowadzenie w wyścigu
| Nr                              | Kierowca         | Okrążenia | Suma |
| ------------------------------- | ---------------- | --------- | ---- |
| 5                               | Sebastian Vettel | 1-33      | 33   |
| 8                               | Fernando Alonso  | 34-49     | 16   |
| \| Wykres \| \| ------ \| \| \| |                  |           |      |
| Wykres                          |                  |           |      |
|                                 |                  |           |      |

## Klasyfikacja po wyścigu

### Kierowcy
| P                 | +/− | Kierowca           | Starty | Punkty | P1 | P2 | P3 | PP | NO | NS |
| ----------------- | --- | ------------------ | ------ | ------ | -- | -- | -- | -- | -- | -- |
| 1                 | N   | Fernando Alonso    | 1      | 25     | 1  | –  | –  | –  | 1  | –  |
| 2                 | N   | Felipe Massa       | 1      | 18     | –  | 1  | –  | –  | –  | –  |
| 3                 | N   | Lewis Hamilton     | 1      | 15     | –  | –  | 1  | –  | –  | –  |
| 4                 | N   | Sebastian Vettel   | 1      | 12     | –  | –  | –  | 1  | –  | –  |
| 5                 | N   | Nico Rosberg       | 1      | 10     | –  | –  | –  | –  | –  | –  |
| 6                 | N   | Michael Schumacher | 1      | 8      | –  | –  | –  | –  | –  | –  |
| 7                 | N   | Jenson Button      | 1      | 6      | –  | –  | –  | –  | –  | –  |
| 8                 | N   | Mark Webber        | 1      | 4      | –  | –  | –  | –  | –  | –  |
| 9                 | N   | Vitantonio Liuzzi  | 1      | 2      | –  | –  | –  | –  | –  | –  |
| 10                | N   | Rubens Barrichello | 1      | 1      | –  | –  | –  | –  | –  | –  |
| 11                | N   | Robert Kubica      | 1      | 0      | –  | –  | –  | –  | –  | –  |
| 12                | N   | Adrian Sutil       | 1      | 0      | –  | –  | –  | –  | –  | –  |
| 13                | N   | Jaime Alguersuari  | 1      | 0      | –  | –  | –  | –  | –  | –  |
| 14                | N   | Nico Hülkenberg    | 1      | 0      | –  | –  | –  | –  | –  | –  |
| 15                | N   | Heikki Kovalainen  | 1      | 0      | –  | –  | –  | –  | –  | –  |
| 16                | N   | Sébastien Buemi    | 1      | 0      | –  | –  | –  | –  | –  | –  |
| 17                | N   | Jarno Trulli       | 1      | 0      | –  | –  | –  | –  | –  | –  |
| Niesklasyfikowani |     |                    |        |        |    |    |    |    |    |    |
| –                 |     | Pedro de la Rosa   | 1      | –      | –  | –  | –  | –  | –  | 1  |
| –                 |     | Bruno Senna        | 1      | –      | –  | –  | –  | –  | –  | 1  |
| –                 |     | Timo Glock         | 1      | –      | –  | –  | –  | –  | –  | 1  |
| –                 |     | Witalij Pietrow    | 1      | –      | –  | –  | –  | –  | –  | 1  |
| –                 |     | Kamui Kobayashi    | 1      | –      | –  | –  | –  | –  | –  | 1  |
| –                 |     | Lucas Di Grassi    | 1      | –      | –  | –  | –  | –  | –  | 1  |
| –                 |     | Karun Chandhok     | 1      | –      | –  | –  | –  | –  | –  | 1  |
| P                 | +/− | Kierowca           | Starty | Punkty | P1 | P2 | P3 | PP | NO | NS |

### Konstruktorzy
| P                 | +/− | Konstruktor          | Starty | Punkty | P1 | P2 | P3 | PP | NO | NS |
| ----------------- | --- | -------------------- | ------ | ------ | -- | -- | -- | -- | -- | -- |
| 1                 | N   | Ferrari              | 2      | 43     | 1  | 1  | –  | –  | 1  | –  |
| 2                 | N   | McLaren-Mercedes     | 2      | 21     | –  | –  | 1  | –  | –  | –  |
| 3                 | N   | Mercedes             | 2      | 18     | –  | –  | –  | –  | –  | –  |
| 4                 | N   | Red Bull-Renault     | 2      | 16     | –  | –  | –  | 1  | –  | –  |
| 5                 | N   | Force India-Mercedes | 2      | 2      | –  | –  | –  | –  | –  | –  |
| 6                 | N   | Williams-Cosworth    | 2      | 1      | –  | –  | –  | –  | –  | –  |
| 7                 | N   | Renault              | 2      | 0      | –  | –  | –  | –  | –  | 1  |
| 8                 | N   | Toro Rosso-Ferrari   | 2      | 0      | –  | –  | –  | –  | –  | –  |
| 9                 | N   | Lotus-Cosworth       | 2      | 0      | –  | –  | –  | –  | –  | –  |
| Niesklasyfikowani |     |                      |        |        |    |    |    |    |    |    |
| –                 |     | HRT-Cosworth         | 2      | –      | –  | –  | –  | –  | –  | 2  |
| –                 |     | BMW Sauber-Ferrari   | 2      | –      | –  | –  | –  | –  | –  | 2  |
| –                 |     | Virgin-Cosworth      | 2      | –      | –  | –  | –  | –  | –  | 2  |
| P                 | +/− | Konstruktor          | Starty | Punkty | P1 | P2 | P3 | PP | NO | NS |

## Imprezy towarzyszące

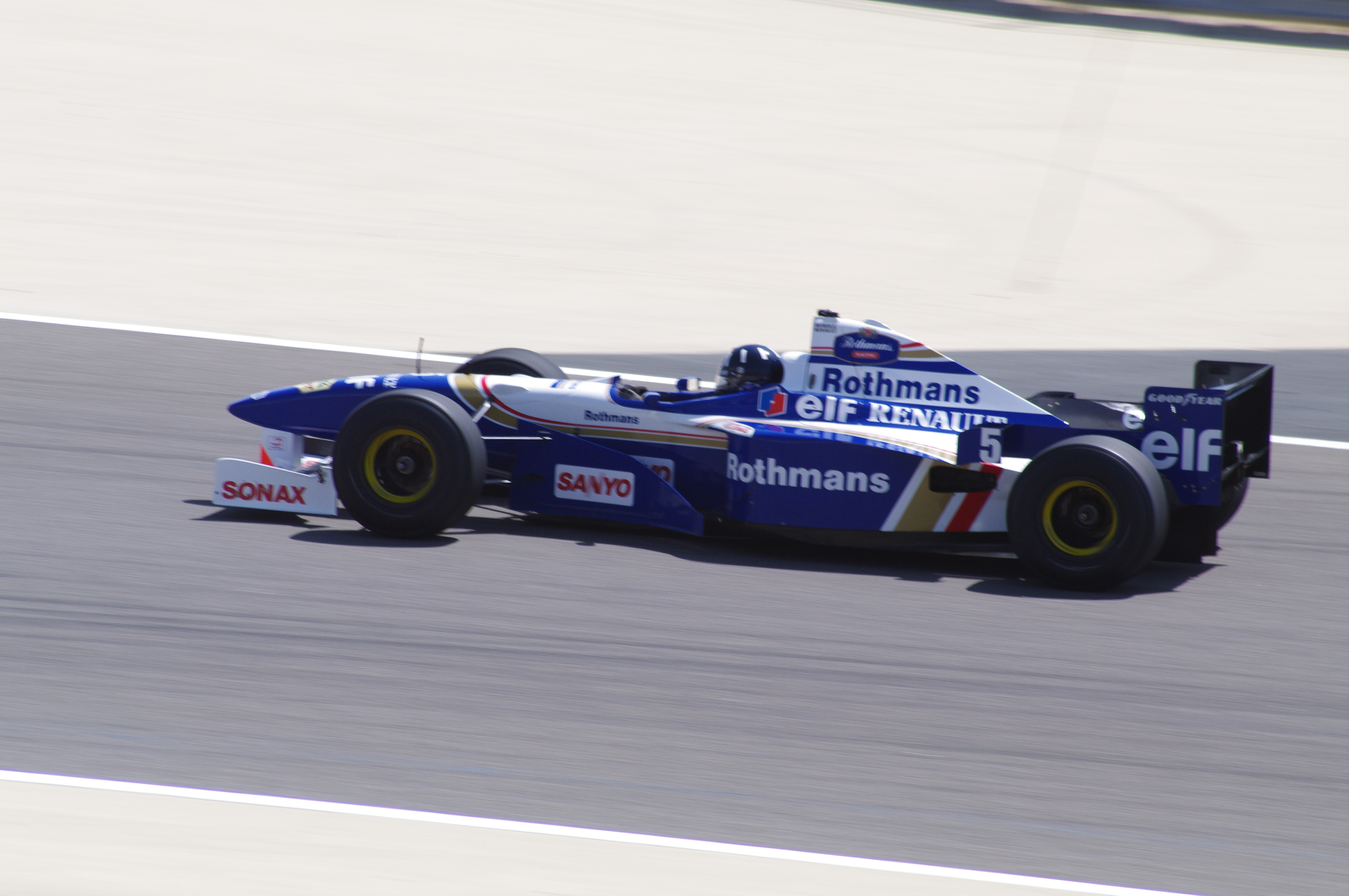
Damon Hill w bolidzie Williams FW18 podczas parady byłych mistrzów świata Formuły 1

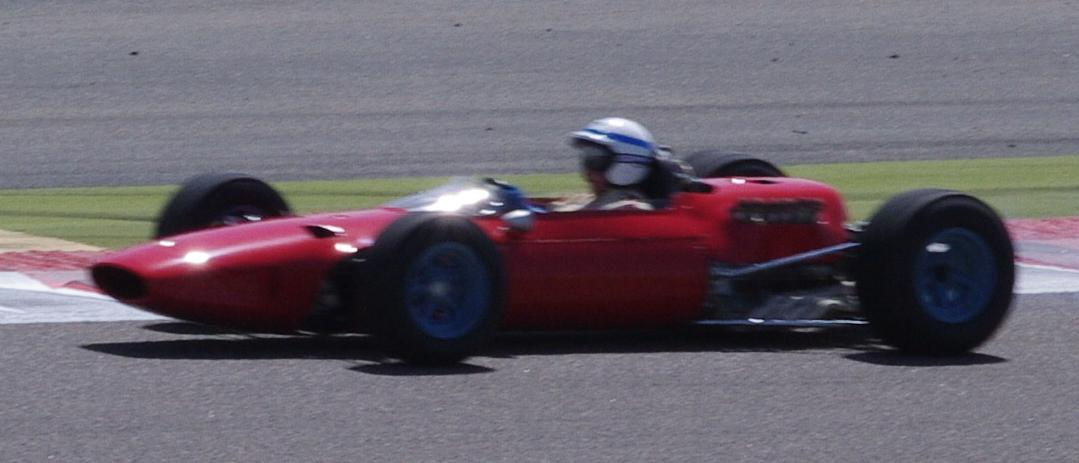
John Surtees w bolidzie Ferrari 158 podczas parady byłych mistrzów świata Formuły 1

Wyścigowi o Grand Prix Bahrajnu towarzyszyły także inne imprezy. Z okazji sześćdziesięciolecia Formuły 1 odbyła się parada byłych mistrzów świata. W trakcie weekendu odbyły się także wyścigi azjatyckiej serii GP2, Porsche Mobil 1 Supercup oraz Chevrolet Super Car Middle East, a także pokazy lotnicze.

### Parada mistrzów Formuły 1
Z okazji 60. rocznicy powstania Formuły 1 odbyła się parada żyjących, byłych mistrzów świata. Trzykrotny mistrz – Sir Jackie Stewart poprowadził bolid Matra MS80, w którym zdobył swój pierwszy tytuł mistrzowski w 1969 roku, a jego syn Mark Stewart poprowadził Tyrrella 006, w którym jego ojciec w 1973 roku sięgnął po swój 3. tytuł mistrzowski. Mistrz z 1978 roku – Mario Andretti poprowadził Lotusa 79, a Emerson Fittipaldi, mistrz z 1972 roku, pokierował Lotusem 72. Nigel Mansell, który zdobył tytuł mistrzowski w 1992 roku, poprowadził Ferrari 125 z 1950 roku. Jody Scheckter zaprezentował się na torze w bolidzie Ferrari 312T, w którym wywalczył tytuł w sezonie 1979. Damon Hill, mistrz z 1996 roku poprowadził bolid Williams FW18, jego syn Josh poprowadził Lotusa 49B, w którym jego dziadek – Graham sięgnął po tytuł w 1968 roku. Dwukrotny tryumfator cyklu Grand Prix – Mika Häkkinen poprowadził bolid Mercedes-Benz W196, w którym tytuł mistrzowski w 1954 roku wywalczył Juan Manuel Fangio. Bratanek Fangio – Juan Manuel Fangio II poprowadził Maserati 250F. Mistrz z 1982 roku – Keke Rosberg pokierował Williamsem FW08. Na torze obecni byli także inni dawni mistrzowie świata: Alain Prost, Niki Lauda, Alan Jones, John Surtees, a także najstarszy żyjący mistrz świata – Sir Jack Brabham.

### GP2 Asia Series
Tryumfatorem pierwszego wyścigu został Luca Filippi (Qi-Meritus), który nie oddał przez cały wyścig swojej pozycji wywalczonej w kwalifikacjach. Podium uzupełnili Davide Valsecchi (iSport) oraz Charles Pic (Arden).
W drugim wyścigu zwycięzcą okazał się Giacomo Ricci (DPR), który na starcie przebił się z czwartej pozycji na czoło stawki, prowadzenia nie oddał do mety. Podium uzupełnili kolejno Sam Bird (ART) i Álvaro Parente (Coloni). Zwycięzca z soboty – Luca Filippi zajął ósmą lokatę.

### Porsche Supercup
W pierwszym wyścigu zwycięzcą został René Rast (Al Faisal Lechner), który obronił swoją pozycję startową. Drugie miejsce zajął Stefan Rosina (Lechner), a podium uzupełnił Jan Seyffarth (Veltins). Robert Lukas i Kuba Giermaziak, reprezentując barwy debiutanckiego polskiego zespołu Verva Racing Team zajęli kolejno 10. i 12. pozycję.
Zwycięzcą drugiego wyścigu został także René Rast (Al Faisal Lechner), który startował z pole position, za nim uplasował się jego partner zespołowy – Jeroen Bleekemolen, a podium uzupełnił Nick Tandy. Polacy spisali się gorzej niż w sobotę, Kuba Giermaziak zajął 14. miejsce, a Robert Lucas uplasował się na 20. pozycji.